# Marià Martínez i Cuenca
Marià Martínez i Cuenca (Cartagena, Regió de Múrcia, 14 de juny de 1899 – Ciutat de Mèxic, 16 d'octubre de 1984) fou un sindicalista i polític català.
Cap al 1904 va traslladar-se a Barcelona amb la seva família. Començà a treballar de jovenet al sector de les arts gràfiques com a premsista. Influït pel socialisme, el 1912 s'afilià a la Federació Gràfica del sindicat UGT i el 1919 a l'Agrupació Socialista de Barcelona, de la que en fou secretari el 1926. De 1928 a 1933 fou secretari de la Federació Catalana del PSOE i de la federació catalana de la UGT de Catalunya.
Tot i que no estava d'acord amb la valoració negativa que feia el PSOE de la qüestió catalana, durant la Segona República Espanyola va procurar la unificació de les forces socialistes catalanes. Després del fracàs d'intentar integrar la Unió Socialista de Catalunya en l'Agrupació Socialista de Barcelona va promoure que una escissió en la FC del PSOE que el 1933 es va unir a la Unió Socialista de Catalunya (USC), i fou elegit vicepresident del nou partit. També el 1934 s'escindí de la UGT per a fundar la Unió General de Sindicats Obrers de Catalunya (UGSOC).
El gener de 1934 fou escollit regidor de l'Ajuntament de Barcelona, però perdé el càrrec quan fou empresonat arran de la seva participació en els fets del 6 d'octubre de 1934. Es reincorporà a la corporació quan fou alliberar el febrer de 1936 arran de l'amnistia decretada després de la victòria del Front Popular a les eleccions generals espanyoles de 1936.
En començar la guerra civil espanyola es va integrar en el PSUC, del que en fou secretari sindical del comitè central i regidor d'afers socials de l'Ajuntament de Barcelona. En acabar la guerra es va exiliar a Mèxic, on treballà com a premsista a l'empresa d'Avel·lí Artís i Balaguer i milità en el Moviment Social d'Emancipació Catalana (MSEC) i després en el Partit Socialista Català, col·laborant en el seu butlletí i en altres publicacions i entitats de la Comunitat Catalana de Mèxic. Va escriure un llibre de memòries que no ha estat publicat, La muralla invisible.